# Distrito de Tauragė
El distrito de Tauragė (lituano: Tauragės rajono savivaldybė) es un municipio-distrito lituano perteneciente a la provincia de Tauragė.
En 2017 tiene 40 036 habitantes en un área de 1179 km². Su capital es Tauragė, que es también la capital provincial.
Se ubica en el centro de la provincia.

## Subdivisiones
Se divide en 8 seniūnijos (entre paréntesis la localidad principal):
- Batakių seniūnija (Batakiai)
- Gaurės seniūnija (Gaurė)
- Lauksargių seniūnija (Lauksargiai)
- Mažonų seniūnija (Mažonai)
- Skaudvilės seniūnija (Skaudvilė)
- Tauragės seniūnija (Tauragė)
- Tauragės miesto seniūnija (Tauragė)
- Žygaičių seniūnija (Žygaičiai)